# Hokuto no Ken
Hokuto no Ken (北斗の拳 lit. Puño de la Estrella del Norte?), también conocido como Fist of the North Star, es un manga japonés escrito por Buronson e ilustrado por Tetsuo Hara. Es una historia posapocalíptica de artes marciales.
Una nueva adaptación televisiva de la serie de anime se estrenará en 2026.

## Argumento
Después de la Tercera Guerra Mundial, el planeta se volvió un lugar desolado y hostil, poca gente ha sobrevivido a esta catástrofe y el agua se convirtió en el recurso más preciado en todo el mundo, así como la fuerza es la habilidad más necesaria, porque solo los más fuertes dominan el mundo.
Esto cambiará cuando un hombre, el cual es conocido por algunos como «el salvador de finales del siglo», aparezca y ponga en práctica el Hokuto Shinken, el cual es un arte marcial con efectos devastadores en los adversarios. Con ello ayudará a sí mismo a comprender y cumplir su destino en este nuevo mundo, mientras ayuda a los indefensos supervivientes a conseguir una vida más digna y plena.

## Personajes principales
- Kenshirō: es el protagonista. A veces es llamado 'Ken', es el sucesor 64 del estilo de arte marcial "Hokuto Shinken", y el discípulo más joven del maestro Ryuken. Tiene siete cicatrices en su pecho en la forma de la "Hokuto Shichisei" u Osa Mayor. Viajando por un mundo geográficamente devastado, junto a Lynn y Bat, debe devolverle la tranquilidad a los supervivientes del holocausto. Su meta es reencontrarse con su novia Yuria.

- Lynn: una niña huérfana que quedó muda a causa del trauma que le causó ver cómo unos vándalos asesinaban a su familia. Cuando Kenshiro la cura, decide acompañarle en su viaje. En el trascurso de la serie ella conocerá el linaje del cual pertenece.

- Bat: es un niño de la calle muy ágil y diestro que sabe reparar y conducir vehículos. Este, al ver las habilidades de Ken, decide seguirle con la idea de que estando con un hombre tan fuerte no pasará hambre.

- Yuria: también llamada Julia. Deseada por muchos pero su corazón sólo le pertenece a Kenshiro. Es una mujer de buen corazón y ayuda a todos sin distinción. Tiene vastos conocimientos musicales y sabe tocar el arpa, normalmente entonando melodías tristes y melancólicas. A pesar de que al comienzo de la historia ella aparece sólo como la novia de Kenshiro, ella tendrá un destino crucial en este "nuevo mundo".

- Raoh: es el mayor de los cuatro hijos adoptivos y discípulos del maestro Ryuken. A pesar de su ambición por convertirse en el guerrero más poderoso del mundo y poseer una resistencia y fuerza sobrehumana, el destino eligió a Ken como sucesor de Hokuto Shinken. Negándose a abandonar el estilo y que sus habilidades sean selladas, después de la Guerra Nuclear, Raoh asesina a un Ryuken enfermo por la edad y luego formó su propio ejército de combate para conquistar y gobernar el mundo, tomando el nombre de Rey Ken-oh. Raoh posee a «Kokuoh», un caballo demonio. En el transcurso de la serie él reclamará a Yuria como su esposa, ya que ve a Kenshiro como un ser inferior e incapaz de protegerla. Al comienzo de su aparición se muestra como un ser implacable y sin sentimientos. Su búsqueda de poder alcanzar los cielos demuestra su ambición de conquistas.

- Toki: Es el segundo de los cuatro hijos adoptivos del maestro Ryuken. De carácter tranquilo y dispuesto a ayudar al necesitado, conocido por sus hermanos como el poseedor del "puño de la bondad". Según Kenshiro, él era el llamado a ser el sucesor del Hokuto Shinken por sus impecables técnicas y preparación. Antes de la guerra nuclear se desempeñaba como médico utilizando sus conocimientos del Hokuto Shinken para curar a los enfermos, lamentablemente durante la explosión nuclear arriesgó su vida encerrado en un silo a Kenshiro, Yuria y otros supervivientes (entre la mayoría niños), debido a la radiación, él enferma y tiene un tiempo reducido de vida, por lo que decide ir por el mundo aprovechando sus conocimientos para sanar y cuidar a los enfermos.

## Producción
Tetsuo Hara era fanático del actor y artista marcial chino Bruce Lee, así como del manga de acción y del actor de cine de acción japonés Yūsaku Matsuda cuando era adolescente en la década de 1970. Como no tenía una grabadora de videocasete en ese momento, a menudo dibujaba versiones manga de Lee y Matsuda de memoria. Más tarde, a Hara se le ocurrió la idea de Fist of the North Star después de ser contactado por su editor Nobuhiko Horie, quien le preguntó: "Quieres escribir un manga sobre artes marciales chinas, ¿verdad?" Según Hara, Horie le sugirió que dibujara un manga sobre "un artista marcial que destruye a sus oponentes golpeando sus puntos de presión" basado en la aspiración de Hara de dibujar un manga sobre artes marciales y su conocimiento de los puntos de presión. En ese momento, Hara estaba teniendo problemas para ingresar al mercado, ya que su primera serie, The Iron Don Quijote (un manga sobre carreras de motocross), fue cancelada diez semanas después de su debut.  Para el nuevo manga, Hara combinó la apariencia y los rasgos de carácter de Bruce Lee y Yūsaku Matsuda para crear al protagonista, Kenshiro. También se inspiró en las series Ultraman y Tiger Mask para crear interesantes diseños de enemigos.
Una versión prototipo de Fist of the North Star se publicó como una historia única en la edición de abril de 1983 de Fresh Jump, a la que siguió Fist of the North Star II, una segunda historia única publicada en la edición de junio de 1983. Ambas historias se recopilaron originalmente en el segundo volumen tankōbon de The Iron Don Quijote, la serie anterior de Hara (aunque las ediciones ampliadas de 1995 trasladan la primera parte del piloto Fist of the North Star al primer volumen, dejando el segundo volumen con solo el segundo  piloto).
Los dos one-shots fueron bien recibidos en las encuestas de los lectores de Fresh Jump y se encargó a Tetsuo Hara que convirtiera Fist of the North Star en una serie semanal. Buronson fue asignado para trabajar con él como escritor de la versión serializada. La historia se renovó, con el escenario actual de la década de 1980 en la versión original reemplazada por un mundo futuro posapocalíptico, y el protagonista Kenshiro, originalmente un adolescente incriminado por un crimen que no cometió en la historia prototipo de Hara, se convirtió en un mayor y héroe más estoico con un pasado trágico. Para el nuevo escenario, Hara se inspiró en la película postapocalíptica Mad Max 2 (1981), la película cyberpunk Blade Runner (1982), el manga cyberpunk japonés postapocalíptico Akira (1982) de Katsuhiro Otomo y las ilustraciones de los artistas Syd Mead y Frank Frazetta.
Buronson citó a Bruce Lee y Mad Max como sus dos mayores influencias en Fist of the North Star. Afirmó que Kenshiro y las artes marciales se inspiraron en el artista marcial Bruce Lee y sus películas de kung fu de acción de Hong Kong de la década de 1970, mientras que el escenario postapocalíptico se inspiró en la serie de películas Mad Max (debut en 1979). Fist of the North Star también fue influenciado por la serie de manga de Go Nagai, Violence Jack (debut en 1973), que de manera similar tenía un entorno desértico posapocalíptico con bandas de motociclistas, violencia anárquica, edificios en ruinas, civiles inocentes, jefes tribales y pequeños pueblos abandonados; se ha argumentado que Mad Max también puede haber sido influenciado por Violencia Jack. Originalmente, se contrató a Hara y Buronson para hacer Fist of the North Star durante tres años, pero debido a su popularidad y la demanda de la editorial, se extendió a cinco años.

## Contenido de la obra

### Manga

#### Hokuto no Ken
El manga cuenta con 245 capítulos, publicados en la revista semanal Shōnen Jump, desde el número 41 de 1983 hasta el número 35 de 1988. Luego fue recopilado en 27 volúmenes por Shueisha. Se está publicando en 14 Kanzenban por Shōgakukan y una Master Edition de 27 volúmenes por Coamix.

#### Hokuto no Ken: Last Piece
En la edición de mayo de 2014, de la revista Monthly Comic Zenon, se incluirá un nuevo capítulo a la serie de la mano de los autores originales Buronson y Tetsuo Hara, Hokuto no Ken: Last Piece, la cual contara los hechos que sucedieron desde que Kenshiro derrotó a Raoh, hasta la aparición del ejército imperial de Gento. Se narra cómo Kokuoh (el caballo de Raoh) perdió su ojo antes de Hokuto no Ken 2.

#### One shot
En 1983, en la edición de abril de la revista Fresh Jump fue publicada la primera historia corta de Hokuto no Ken, una segunda historia corta llamada Hokuto no Ken II fue publicada en la edición de junio. Ambos fueron publicados en el segundo volumen de Tetsu no Don Quijote.

#### Sōten no Ken
Años después de terminar Hokuto no Ken, los autores empezaron una protosecuela llamada Sōten no Ken. La historia toma lugar en Shanghái, durante 1935, en la Segunda Guerra Sino-japonesa. El personaje principal es Kasumi Kenshirō, tío del personaje principal en Hokuto no Ken.

### Anime

#### Serie de televisión
En 1984 salió una serie de animación creada por Toei Animation y dirigido por Toyoo Ashida. Está compuesta de cuatro temporadas y un total de 109 capítulos. Terminó en 1987. Esta serie cuenta la primera parte del manga.
En 1987, Toei Animation lanzó otra serie llamada Hokuto no Ken 2, la cual consta de 43 episodios. Esta historia se desarrolla varios años después del final de la primera serie, en la segunda parte del manga. Solo se animó hasta el arco de Shura, dejando de lado el arco donde aparece Ryu (hijo de Raoh) y el final del manga.

#### El Puño de la Estrella del Norte: la película
Dado el éxito de la serie de televisión, en 1986 fue estrenada una película de 110 minutos. La cual narra de una forma diferente el comienzo del manga, aproximadamente la mitad de la primera serie. Algunos detalles fueron omitidos o cambiados para darle una forma coherente como película.

#### Shin Hokuto no Ken
En el 2003 salió una serie de OVAs llamadas New Fist of the North Star (新・北斗の拳 Shin Hokuto no Ken?). Está basada en Jubaki no Machi, una novela de Tetsuo Hara. Consta de tres episodios de aproximadamente 50 minutos cada uno.
1. New El puño de la estrella del norte: La ciudad maldita.
2. New El puño de la estrella del norte: El puño prohibido.
3. New El puño de la estrella del norte: Cuando un hombre lleva el peso de la tristeza.

#### Hokuto no Ken - Shin Kyūseishu Densetsu
En el 2005 se empezó a producir un grupo de tres películas y dos OVAs llamadas Leyenda del verdadero salvador - El Puño de la Estrella del Norte  (真救世主伝説　北斗の拳 Shin Kyūseishu Densetsu - Hokuto no Ken?) y que fueron publicadas entre el 2006 y el 2008. Fueron realizadas por TMS Entertainment.
1. La leyenda de Raō - Capítulo del Mártir del Amor (ラオウ伝　殉愛の章 Raō Den - Junai no Shō?)
Película estrenada el 11 de marzo de 2006.
2. La leyenda de Yuria (ユリア伝 Yuria Den?)
OVA estrenada el 23 de febrero de 2007.
3. La leyenda de Raō II- Capítulo de la Pelea Intensa (ラオウ伝Ⅱ 激闘の章 Raō Den II- Gekitô no Shō?)
Película estrenada el 28 de abril de 2007.
4. La leyenda de Toki (トキ伝 Toki Den?)
OVA estrenada el 26 de marzo de 2008.
5. 0 La leyenda de Kenshirō (0 ケンシロウ伝 Zero Kenshirō Den?)
Película estrenada el 4 de octubre de 2008.

#### Hokuto no Ken - Raoh Gaiden: Ten no Hao
Junto el estreno de la última película de aniversario de Hokuto no Ken (Kenshiro den) se estrenó una serie animada de 13 capítulos, basados en Raoh Gaiden Ten no Hao, producidos por Satelight junto con Tokyo MX; narra la historia del antagonista principal (Raoh) y su camino hacia la dominación.

#### Hokuto no Ken 2026
Se anunció una nueva adaptación al anime el 13 de septiembre de 2023, el cual más tarde se revela que se estrenará en 2026.

### Película en imagen real
En 1995 la productora First Look Pictures produjo una película en imagen real, basada en esta obra.

### Novelas

#### Hokuto no Ken - Jubaku no Machi
En 1996 Tetsuo Hara escribió la novela El puño de la Estrella del Norte - La Ciudad de las Cadenas (北斗の拳-呪縛の街- Hokuto no Ken - Jubaki no Machi?). Es una continuación de la historia de Kenshiro y fue adaptada en una serie de OVAs.

#### Raō Den - Junai no Shō
En marzo Sakaki Eiichi adaptó a forma de novela de la película La leyenda de Raō - Capítulo del Amor Mártir (ラオウ伝　殉愛の章 Raō Den - Junai no Shō?) estrenada el 11 de marzo de 2006.

### Videojuegos
A lo largo de los últimos 30 años han salido variados títulos de la franquicia para diferentes consolas.
Partiendo desde el popular Famicom/Nintendo Entertainment System (NES), seguido del Super Famicom/Super NES, además del Sega Mark III/Sega Master System.
Durante varias generaciones de consolas no se anunció nada respecto a está saga, hasta la llegada de PS2, el cual contó con un rediseño del mismo juego salido en Sega Master System.
Las versiones occidentales fueron levemente modificadas para evadir la licencia con Toei.
Fue hasta la séptima generación, con la llegada de PS3, XBOX 360 y Wii U que la franquicia dio un giro definitivo hacia la calidad al recaer en manos de Koei Tecmo, el estudio afincado en Japón realizó un videojuego enmarcado dentro de su famoso estilo "musou" (una evolución de los clásicos Beat 'em up, donde se desarrollan batallas cuerpo a cuerpo en entornos tridimensionales y con decenas de enemigos por vencer a la vez) con Kenshiro y otros personajes relevantes del manga como protagonistas, este juego cosechó buenas críticas y acabó superando todas las expectativas de los fanes.
Finalmente el último videojuego que ha llegado al mercado con relación a esta franquicia ha sido traído gracias a SEGA, con su ya famoso estudio Ryu Ha Gotoku TEAM, creadores de la saga homónima (Conocida como Yakuza en Occidente), el juego enmarca su jugabilidad en las bases de acción heredadas por parte del estudio de la saga Yakuza, y posee los gráficos y sonido más refinados de toda la saga Hokuto No ken hasta la fecha.

## Banda sonora
Hokuto no Ken
Openings
- Episodios 1 al 82: "Ai wo Torimodose" (愛をとりもどせ?) por Crystal King.
- Episodios 83 al 109: "Silent Survivor" por Kodomo Band.

Endings
- Episodios 1 al 82: "Yuria... Eien ni" (ユリア・・・永遠に Yuria... por siempre?) por Crystal King.
- Episodios 83 al 109: "Dry Your Tears" por Kodomo Band.

Hokuto no Ken 2
Openings
- Episodios 1 al 43: "Tough Boy" por TOM*CAT

Endings
- Episodios 1 al 42: "Love Song" por TOM*CAT
- Episodio 43: "Yuria... Eien ni" (ユリア・・・永遠に Yuria... por siempre?) por Crystal King

Shin Hokuto no Ken
- Opening: "Lu:na" por Gackt
- Ending: "Oasis" por Gackt

Hokuto no Ken: La película
- "Purple Eyes" por Kodomo Band
- "Heart of madness" por Kodomo Band

Hokuto no Ken: Shin Kyuuseishu Densetsu
- «Theme from Fist of the North Star ～The Road of Lords～» por B'z no Takahiro Matsumoto ("B'zの松本孝弘氏?)
- «Ai wo Torimodose (愛をとりもどせ!!?)» por Crystal King
- «Lonely Stars» (孤独な星) por B'z.
- «Hyakunen no kodoku» (百年の孤独: Cien años de soledad) por Garnet Crow.
- «Yuria...Eien ni» (ユリア・・・永遠に Yuria... por siempre) por Crystal King

Hokuto no Ken: Raoh Gaiden Ten no Haou
- Opening: «Nageki no Endless» (嘆きのエンドレ: dolor sin final) por Jealkb.
- Ending: «Namida no kawa» (ナミダノカワ: río de lágrimas) por Minamuse.

Fist of the North Star: Ken's Rage
- «Far Away» por Nana Tanimura.
- «Believe you» por Nana Tanimura.

## Estilos de pelea

### Hokuto Shinken
Hokuto Shinken (北斗神拳-El Puño Divino de la Estrella del Norte) conocido también como (北斗神拳, Pinyin: Běidǒu Shénquá) es un arte marcial ficticio chino/japonés de más de 2000 años, usado por Kenshirō y sus hermanos. Esto resulta comúnmente en la explosión de la parte golpeada, lo cual puede acarrear la muerte instantánea. También puede robar al contrincante del control sobre su cuerpo, usarse en sí mismo para incrementar la fuerza o curar heridas milagrosamente. A diferencia de otros artes marciales como el Nanto Seiken solo puede existir un sucesor, y comúnmente es pasado de padre a hijo u otro familiar de sangre. Los aspirantes que no fueran escogidos se les "sellaba el puño" y deberán renunciar al estilo: sus puños serán destruidos, su memoria será borrada o sus capacidades motrices serán disminuidas para que no puedan practicar las artes marciales.
Hokuto Shinken basa su poder en los puntos secretos meridianos (経絡秘孔-keiraku hiko). Hay 708 tsubos en el cuerpo, los cuales rigen los flujos de energía (chi), y mediante su presión se puede manipular a su antojo dicha energía. Así, el Hokuto Shinken puede usarse para matar de manera muy cruel y traumática (en efecto puede hacer que los órganos internos revienten, que explote la cabeza o el pecho, eligiendo incluso el tiempo de duración: puede matar instantáneamente o tras varios minutos o incluso días); sin embargo también puede usarse para curar (de forma análoga a la acupuntura). En general se considera el arte marcial supremo, caído del Cielo, para gobernar al hombre, de ahí que los tsubos puedan valer no solo para matar o dar vida, sino para controlar los pensamientos y las capacidades físicas y motrices de las personas.
El símbolo astrológico de Hokuto Shinken es el "Hokuto Shichisei" (北斗七星), que es un asterismo formado por las siete estrellas más visibles de la Osa Mayor. No debe confundirse con Polaris, la estrella del norte en el occidente. Al lado de las estrellas de Hokuto, existe una estrella llamada Shichou-sei (la estrella maldita de la muerte). Aquellos que ven el Shichou-sei estarán destinados a morir durante el año[cita requerida]. Esta estrella se conoce como la estrella Alcor en occidente. Muchas de las técnicas de artes marciales ficticias mostrada en los videojuegos y el anime o manga japonés están basadas en las técnicas del Hokuto Shinken.

### Nanto Seiken
El Nanto Seiken (南斗聖拳 El Puño Sagrado de la Estrella del Sur?) cuenta con 108 escuelas, de las cuales las seis Nanto Rokusei Ken (南斗六聖拳 Los Seis Puños Sagrados de la Estrella del Sur?) son consideradas las principales. Este estilo se centra generalmente en maniobras deslumbrantes que usan energía para cortar y perforar a sus enemigos. Muchos de sus ataques son tan rápidos que el enemigo no se da cuenta de que ha muerto hasta que cae en pedazos.
El símbolo astrológico de Nanto Seiken es el Nanto Rokusei (南斗六聖拳 las seis estrellas del sur?), que forman parte de la constelación Sagitario en occidente. No tiene ninguna relación con la Cruz del sur. A excepción del estilo del fénix (Souther), las demás escuelas de Nanto pueden tener más de un sucesor.

### Gento Kōken
Gento Kōken (元斗皇拳-El Puño Imperial de la Estrella Original) es un estilo desarrollado para proteger la emperatriz celestial, Lui (la hermana gemela de Lin). Su heredero principal es Falco el dorado. Este estilo destruye el cuerpo del oponente a nivel celular usando corrientes de frío y calor. Cada heredero de este estilo está asociado con un color.
El símbolo astrológico de Gento es el Tentei-sei (天帝星 la estrella del señor celestial), que se conoce también como Polaris en el occidente.

### Hokuto Ryūken
Hokuto Ryūken (北斗琉拳-El Puño de la Piedra Brillante de la Estrella del Norte) es una rama del Hokuto Sōke (北斗宗家 la Familia Hokuto) que se formó junto a Hokuto Shinken hace 1800 años en la tierra de Asura. Es usado por los tres Rashō (los Generales de Asura) y Shachi. A diferencia de Hokuto Shinken, que usa los 708 puntos del Keiraku Hikō, Hokuto Ryūken cuenta con 1.109 puntos destructivos meridianos (経絡破孔-Keiraku Hakō). Los practicantes de este estilo utilizan "Matōki" (魔闘気-aura maligno) para hacer sus técnicas, lo cual puede perjudicar mentalmente al practicante de este estilo. También se conoce bajo el nombre Hokuto Ryūkaken (北斗劉家拳-El Puño de la Familia Liu de la Estrella del Norte) en Sōten no Ken.

### Hokuto Sōke no Ken
Estilo secreto de la familia del Hokuto Sōke, es un estilo ancestral que solo muy pocos conocen y han practicado. El secreto de esta técnica se encuentra sellado en el palacio de Taiseden en el desierto oeste de la tierra de Shura. Para abrir dicho sello se necesita una llave especial. Hyo es practicante de este estilo.

### Hokumon no Ken
Hokumon no Ken (北門の拳-el puño de la puerta norte) es una variante del Hokuto Shinken, creada doscientos años atrás por un aspirante que renunció al título de sucesor y comenzó a usar sus técnicas de forma curativa; dentro de la historia sus practicantes lo usan para vigilar que el último arsenal de armas biológicas y nucleares de la tierra no caiga en malas manos. Por lo tanto, no pueden abandonar su monasterio, regla que Seiji violó. Al igual que el Hokuto Shinken, usa los puntos de presión para curar o dado el caso destruir el cuerpo humano.

### Taizanji Kempo
El Taizanji Kempo (泰山寺拳法?, "artes marciales del templo Taishan") es el estilo rival original del Hokuto Shinken, como se puede observar en el episodio piloto de Hokuto no Ken; escrito y dibujado por Tetsuo Hara. En un principio era una organización criminal, que tenía influencias en grandes figuras de la política mundial; aquellos que no seguían sus órdenes eran asesinados brutalmente. Pero cuando Buronson se encargó del guion de la serie, esta organización pasó a ser una escuela menor de artes marciales. Sus representantes más importantes en el manga son Ryuga (泰山天狼拳?, "Taizan Tenroken o Puño del lobo celestial de Taizan") y Uigur, el alcaide de Cassandra (泰山流双条鞭?, "Taizan-ryu sojo Ben" o Escuela Taishan de los látigos gemelos").

### Rakan Nio Ken
(羅漢仁王拳?, "puño del rey Arhat Deva") es un estilo de asesinato de 5000 años de antigüedad proveniente de la India. Es usado por Devil Rebirth, un prisionero de la prisión Villany. Solo aquel escogido como sucesor puede ser llamado Devil Rebirth o "encarnación del Diablo".